# Христо Ботев — 1884
«Христо Ботев — 1884» — учреждение культуры и дополнительного образования в Ботевграде (Болгария), читалище. Основано в 1884 году группой местных учителей как читалище «Напредык» (Прогресс). В читалище распространялись книги, газеты, журналы, проходили литературные чтения, беседы и сказки.

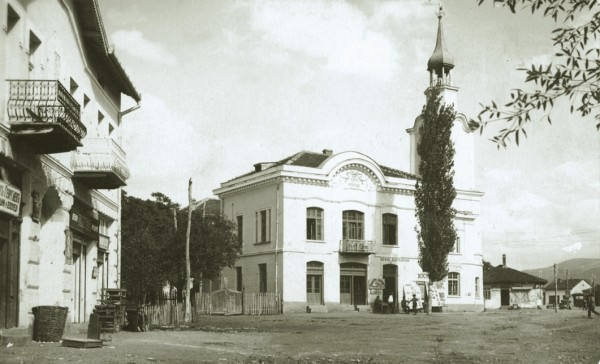
Народное читалище «Христо Ботев 1884» в прошлом

Основанное в 1884 году читалище прекратило деятельность в 1888 году на короткое время, однако уже в 1891 году его деятельность возобновили вернувшиеся в город молодые выпускники Высшей школы в Софии, среди которых Пётр Илчев, Пётр Ценов, Димитрий Тодоровски, Илья Бенчев, Христо Йотов. В том же году открылся и любительский театр при читалище.
Несколько лет спустя группа молодёжи создала просветительское общество «Сговор Пробуждане», которое открыло новое читалище. Они проводят вечера, театрализованные постановки в школе. В читалище основаны смешанный и церковный хоры, оркестр. После 1904 года в деятельность читалища включается вернувшийся в город Стамен Панчев, а число членов достигает 180 человек. В 1906 году общество «Сговор Пробуждане» ликвидируется, распродаёт собственность, учреждается фонд для строительства здания читалища. Потребовалось много лет, чтобы осуществить задуманное. 21 февраля 1921 года было проведено совещание инициативной группы и избрана комиссия для строительства читалища в Орхание. Местная администрация безвозмездно выделила место для строительства возле башни с часами, на строительство был оформлен кредит в 400 000 левов. Начало строительства было положено 9 октября 1921 года, и два года спустя первое здание читалища было достроено при активном участии горожан.
3 февраля 1924 года новое здание торжественно открыто. Был принят устав, избран попечительский совет, учреждению культуры дали имя великого болгарского поэта и революционера Христо Ботева. Читалище быстро становится центром разнообразной культурной деятельности. В зале библиотеки читали сказки, доклады, диссертации различной тематики как местные ораторы, так и профессор Асен Златаров. В 1926 году была приобретена и установлена киномашина. В 1935 году прошёл концерт известных оперных певцов своего времени — Христины Морфовой, Ани Прокоповой и Александра Райчева.
В читалище действовал свой духовой оркестр. В 1934 году в здании был открыт Народный университет, в котором два раза в неделю проводились общеобразовательные лекции.
Численность членов читалища постоянно росла. Например, в сохранившемся протоколе от 14 февраля 1935 года приведён отчёт о бюджете 1934 года — в нём были учтены 187 членов (173 мужчины и 14 женщин), а в отчете 1947 года видно, что членов 705, из которых 476 мужчин и 229 женщин.
В конце 1960-х годов старое здание снесли. Новое было торжественно открыто 27 сентября 1973 года. В 1981 году библиотека перенесена в отдельное специально построенное здание.
В читалище действует основанный в 1977 году детский хор, в его репертуаре классические хоровые произведения и адаптации болгарского традиционного песенного искусства. С 1963 года работает танцевальный ансамбль «Ботевград» и молодёжный фольклорный ансамбль «Ботевградская молодость».
В читалище проходят все важные торжества города и общины, рождественские и пасхальные праздники, Неделя детской книги, Месяц культуры, государственные праздники, день города, юбилейные торжества с участием местных самодеятельных и приезжих профессиональных коллективов. В читалище гостят столичные и другие театры страны, проходят концерты классической и развлекательной музыки.